# Campionati italiani assoluti di scherma del 1930
I Campionati italiani assoluti di scherma del 1930 sono stati organizzati dalla Federazione Italiana Scherma a Napoli nel mese di giugno.
Nel fioretto, si sono aggiudicati i titoli dei campionati italiani Nicola Girace, alla sua prima affermazione, e Germana Schwaiger, che ha bissato il titolo del 1929.
Il titolo della spada è andato per la prima volta a Carlo Agostoni.
Nella sciabola Renato Anselmi ha vinto il suo secondo titolo nazionale maschile consecutivo.

## Podi

### Uomini
| Specialità  | Oro            | Argento            | Bronzo           |
| Individuali |                |                    |                  |
| Fioretto    | Nicola Girace  | -                  | -                |
| Spada       | Carlo Agostoni | Saverio Ragno      | Franco Riccardi  |
| Sciabola    | Renato Anselmi | Umberto De Martino | Arturo De Vecchi |

### Donne
| Specialità  | Oro               | Argento | Bronzo |
| Individuali |                   |         |        |
| Fioretto    | Germana Schwaiger | -       | -      |